# 上泉雄一
上泉 雄一（うわいずみ ゆういち、1969年2月9日 - ）は、毎日放送（MBS）アナウンスセンター所属のアナウンサー。アナウンスセンターでは、アナウンス部副部長　→　アナウンス部次長 を経て、2017年7月からアナウンサー室企画部長を務める。
愛称は、苗字の上泉（うわいずみ）にちなんで『うわちゃん』。2008年度には、JNN・JRN系列局の優秀なアナウンサーに贈られるアノンシスト賞のグランダ・プレミオ（大賞）を受賞している。

## 来歴
兵庫県の出身で、兵庫県立宝塚西高等学校から早稲田大学教育学部へ進学。高校の後輩に、朝日放送テレビアナウンサーの塚本麻里衣が、大学の同級生に、同じく朝日放送テレビアナウンサーの柴田博がいる。
大学卒業後の1992年に、アナウンサーとしてMBSへ入社した。同期入社の社員には、武川智美（アナウンサー）、新堂裕彦（後述、テレビ・ラジオ番組のプロデューサー）、井口岳洋（編成部長、元東京支社制作副部長・テレビ番組のプロデューサー）、市村雅道（テレビ番組のプロデューサー、入社後に武川と結婚）、大沼耕平（ラジオ番組のプロデューサー・ディレクター）などがいる。ちなみに、5歳から（東京都内での大学生活をはさんで）毎日放送入社後の25歳頃までは、宝塚市で暮らしていた。
毎日放送への入社後は、『あどりぶランド』『おかえりワイド』『ちちんぷいぷい』『せやねん!』など、テレビ・ラジオを問わず多数の番組に司会やリポーターで出演している。2006年10月以降は、『ちちんぷいぷい』『せやねん!』などに出演しながら、ラジオでナイターオフ期間限定の生放送番組『上泉雄一の発信!UWAらじお』でパーソナリティを担当。2009年の春まで、3期にわたって、ナイターオフの平日夜間に冠番組を続けた（後述）。
『ちちんぷいぷい』では、主に金曜中継のリポーターとして出演（後述）。2004年4月からMBSテレビで放送を開始した『あん!』（平日早朝・関西ローカルの情報番組）で、単独では初めてレギュラー番組の司会（メインパーソナリティ）を担当した。番組編成上の事情で『あん!』が終了した2005年4月以降は、平日14時台に始まった『っちゅ〜ねん!』で総合司会を務めた。
2009年の4月改編からは、前述の『せやねん!』に加えて、ラジオの帯番組『上泉雄一のええなぁ!』でメインパーソナリティを担当。この改編から2016年3月までは、週に6日のペースで、生放送番組にレギュラーで出演していた。 2012年10月1日から2013年3月15日までは、『プリプリ』（MBSテレビで平日の10時台に生放送中の帯番組）に「けさのニュース　知っときまSHOW」（同年11月から「朝刊!記事からぼたもち」に改称）のナビゲーターとして出演してから、『上泉雄一のええなぁ!』の生放送へ臨んでいた。
2010年7月には、MBSの「地デジキャプテン」に任命。同社の番組やラジオCMを通じて、視聴者に地上デジタル放送切り替えへの準備を呼び掛けていた。また、同年8月31日～9月1日にラジオで放送された開局60周年記念番組『31.5時間（サイコー）ラジオ MBS史上最大のラジオ祭り』では、総合司会として31時間30分にのぼる生放送を取り仕切った。2011年にも、9月2日～3日に生放送の開局60周年記念番組『31.5時間ラジオ ラジオの力（ちから）!～対話が日本を元気にする!～』で総合司会を務めている。
2014年には、アナウンサーやラジオパーソナリティとしての活動を続けるかたわら、MBSテレビの教養バラエティ番組『～オトナ度ちょい増しTV～おとな会』に企画の段階から参画。同年10月22日の放送開始から2018年3月28日の最終回まで、「おとな会主宰」という肩書で進行役も務めつつ、番組のPRにも携わってきた。2016年4月からは、過去の放送内容に基づく直筆のコラム「儲かりまっか?の経済学」を、隔週に1本のペースで『日経ビジネスONLINE』に連載している。2017年5月26日には、この連載をベースに、自身初の著書「儲かりまっか?の経営道　客をガッチリ喜ばせる23の人気沸騰術」を日経BP社から刊行した。その一方で、同期入社の武川や同僚アナウンサーの田丸一男（当時）・松本麻衣子と共に収録した日本盛のラジオCM（2017年3月に『日本盛プレゼンツ　居酒屋阿希子』内で放送）で、2017年度アノンシスト賞告知CM部門の優秀賞を受賞した。
なお、「新日本放送」時代の1959年3月1日からテレビ放送事業とラジオ放送事業を兼営してきた毎日放送は、2021年4月1日付でラジオ放送事業を「株式会社MBSラジオ」へ移管。毎日放送は移管を機にテレビ単営局へ移行したが、上泉はアナウンス職のまま同社の総合編成局（移管と同時に新設）のアナウンスセンターへ在籍する一方で、株式会社MBSラジオが制作・放送する番組にも4月1日未明放送分の『あどりぶラヂオ』から「MBSアナウンサー」として出演している。ちなみに、同日にパーソナリティを務めた『あどりぶラヂオ』は、株式会社MBSラジオ本社の制作による初めての生放送番組でもあった。
株式会社MBSラジオが本格的に稼働を始めてからは、『上泉雄一のええなぁ!』への出演とアナウンスセンターでの管理業務を優先させているが、2023年度のみ『グッジョブ!』（毎週土曜日の7:00 - 7:30に関西ローカルで生放送の情報番組）のMCを担当。テレビで早朝の生放送番組を担当することは『あん!』の終了以来19年振りで、「（『ええなぁ!』と合わせて）日曜以外の曜日に早朝の生放送番組へレギュラーで出演する」という体制に移行していた。なお、『グッジョブ!』は2023年4月15日から放送されていたが、2024年3月30日で終了している。
スポーツ取材
入社から数年間は、スポーツ中継の実況やリポートも担当。テレビ・ラジオを通じて、プロ野球（阪神タイガース、大阪近鉄バファローズ、オリックス・ブルーウェーブの公式戦）、選抜高等学校野球大会、全国高等学校ラグビーフットボール大会、アメリカン・フットボール、プロボクシングなどの中継に出演していた。その縁で、スポーツ中継の担当から離れた後も、2016年3月26日まで出演していた『せやねん!』で、スポーツ関連の取材・中継リポートを担当することがあった。
2006年6月には、2006 FIFAワールドカップのサッカー日本代表の観戦取材でドイツに滞在。日本代表の全試合（グループ Fの3試合）を観戦するとともに、FOMAを使って、『ちちんぷいぷい』向けに連日中継リポートを送っていた（後述）。
2007年には、4月から半年間、MBSラジオで『上泉雄一の日曜スポーツ宣言!』のパーソナリティを担当していた。さらに、8月下旬から9月上旬にかけて、当時MBSの野球解説者だった八木裕（元・阪神外野手）とアメリカ合衆国の野球事情を幅広く取材。日本の元プロ野球選手（元・近鉄投手の岡本晃・矢野英司など）が在籍していた独立リーグのナシュア・プライドを訪れたほか、当時内野手としてコロラド・ロッキーズに所属していた松井稼頭央（現在は埼玉西武ライオンズ二軍監督）への単独インタビュー などを敢行した。帰国後の同年10月14日（日曜日）には、MBSテレビが、一連の取材の模様を『せやねん!』の特別番組として関西ローカルで放送している。
2008年の北京オリンピックでは、取材・中継リポーターとして、開会式前日（8月7日）から閉会式（同月25日）まで現地に滞在。男子・女子両マラソンでは、全国向けのラジオ実況中継において、中間地点のリポーターを務めた。マラソン実況での中継リポーターは、NHK・在京民放各局からジャパンコンソーシアム（JC）に参加していたスポーツアナウンサーが、他競技の中継との兼ね合いで不足したことによる起用であった。
その一方で、阪神がセントラル・リーグで優勝した2003年に『あさトラ!』で独占インタビューを敢行したことをきっかけに、当時一軍監督だった星野仙一と公私にわたって親しく交流。星野が監督退任後にレギュラーで出演していた『星野仙一の熱血・仙一夜』シリーズ（MBSラジオ）で2010年12月からパートナーを務めたほか、星野の野球殿堂入りが決まった2017年には、12月1日にリーガロイヤルホテル（大阪市北区）で開かれた殿堂入り記念のパーティーで司会を任された。このような関係から、星野の逝去（2018年1月4日）を受けて同月28日にMBSラジオで放送された追悼特別番組『ありがとう星野仙一さん　一夜限りの熱血・仙一夜!』でも進行役を務めている。
全国ネット番組への出演
全国ネット番組への出演機会は少ないが、2002年と2004年には、『おばちゃん1000万円!!』（司会：やしきたかじん、上沼恵美子）で進行役を担当。2007年放送の『家事場の女王様』（いずれもMBSテレビ制作・TBS系列全国ネットで放送された特別番組）では、スタジオからの実況を務めた。
『ちちんぷいぷい』にレギュラーで出演していた2003年には、同番組の企画で、他の主なレギュラー陣とともに『水戸黄門1000回記念スペシャル』（同年12月15日にTBS系列で放送）へ出演。2010年5月24日に同系列で放送の『月曜ゴールデン』「遺品整理人・谷崎藍子〜死者が遺したメッセージ〜」（MBS制作、高畑淳子主演）では、ドラマ内で流れるワイドショーのキャスター役として、後輩アナウンサーの河田直也・前田阿希子とともに出演した。
2007年8月23日にTBS系列で放送の音楽番組『うたばん』では、ゲストとして初めて出演したaikoに対するコメントで、角淳一とともにVTR出演した（上泉とaikoの関係については後述）。
2012年8月9日の「スパモク!!」で放送されたMBS・TBS共同制作の特別番組『王様のチョイス! 〜使える芸能人は誰だ!?〜』では、スタジオで実況を担当。同番組をベースに同年10月から毎週木曜日に放送されている『プレバト!!』（MBS単独制作・TBS系列全国ネットのレギュラー番組）についても、初期（『使える芸能人は誰だ!?プレッシャーバトル!!』時代）のスペシャル版で実況やナレーターを務めたことがあった。

## 「ちちんぷいぷい」での活動
1999年から2004年3月まで、金曜中継のリポーターを担当。2006年4月10日の放送で同番組へ復帰してから、1年間金曜日のパーソナリティ（総合司会）などを務めた。さらに、2008年の4月から半年間、隔週出演の形で金曜中継のリポーターに復帰した。同年10月以降も、出演番組や「MBSラジオ スペシャルウィーク」（聴取率調査週間に設定されるリスナー感謝週間）のPRを兼ねて、ゲストやリポーターとして不定期で出演している。
同番組の金曜中継では、2000年頃から、近畿地方各地の滝を目指して山登りに挑戦。「山登り中継」シリーズとして番組の名物になる。
山登り中継は2004年以降、対象を近畿地方以外にも拡大。上泉が同番組にレギュラーで出演しなかった時期にも、オーサカキングなどと連動したシリーズや、上泉が担当する新番組の成功祈願企画などの形で続けられた。この中継でのリポートを評価された上泉は、2001年度のアノンシスト賞でテレビ「フリートーク」部門の優秀賞を受賞。2004年度には、禅林寺 (京都市)からの生中継（2003年11月7日放送分）で最優秀賞を授与された。 レギュラーではなかった2007年には、オーサカキング期間中に放送された『ちちんぷいぷい夏休み 西から南からアツアツオーサカキングSP』で、西日本各地からの名瀑中継を担当。8月1日放送の犬飼の滝（鹿児島県霧島市）からの生中継が評価されて、2008年度のアノンシスト賞でグランダ・プレミオ（大賞）を受賞した。
MBSテレビ発で2009年4月から1年間放送された全国ネット番組『バンバンバン』では、この中継のノウハウを継承。開始当初は、上泉が過去に訪れた滝を中継地に選んでいた。ただし、当時の上泉は、同番組の放送1時間半前まで『上泉雄一のええなぁ!』の生放送へ出演していた。そのため、事前番組『祝!バンバンバン来週開幕 こんな中継してきましたスペシャル』（2009年3月27日、MBSテレビ発TBS系列11社ネット、14:00～14:55に生放送）以外登場していない。
上泉は、山登り中継がシリーズとして放送され始めた頃から、中継に備えてスポーツジムで体力の増強に励んできた。『上泉雄一のええなぁ!』の開始を機に、『ちちんぷいぷい』の中継担当を退いたものの、現在でも毎日放送のテレビ・ラジオ番組で実況を披露することがある。
毎日放送本社屋（M館）の北隣に完成した新館（B館）が本格的に運用を開始した2014年4月4日には、『ちちんぷいぷい』がベースの特別番組『茶屋町　春の4まつり』で、ヘリコプターからの空撮による生中継の実況を担当した。『ちちんぷいぷい』の中継担当を退いてから、テレビの生放送番組で実況を披露したのは、この番組が初めてである。

## 大阪マラソンへの参加
2011年からは、毎年10月（または11月）の最終日曜日に開催される大阪マラソンへ毎日放送代表で参加。フルマラソンを走りながら、テレビ・ラジオ・インターネット中継に向けて沿道の模様を実況している。その一方で、大会翌日の月曜日には、レギュラーの生放送番組へ通常どおり出演している。
人生初のフルマラソンであった第1回大会（2011年10月30日開催）では、『日曜出勤生ラジオ』（MBSラジオ）向けに随時実況しながら、4時間30分13秒で完走した。
2012年の第2回大会（同年11月25日開催）では、「上泉雄一の42.195kmつぶやきマラソン」という企画で、フルマラソンを走りながら35km地点付近まで実況。MBSラジオでは、公式サイト内の特設ページを通じてその音声をリアルタイムで配信したほか、『日曜出勤生ラジオ』でも一部を放送した。さらに、上記の中継を終えてからも、MBSテレビで放送の特別番組『eo光スポーツスペシャル　大阪マラソン2012』でトミーズ雅に密着しながら実況を継続。4時間56分01秒というタイムで2年連続の完走を果たす とともに、日本国内の放送局に正社員として勤務するアナウンサーでは初めて、「フルマラソンの全コースを実況しながら完走する」という快挙を成し遂げた。
2013年の第3回大会には、『せやねん!』のレギュラー出演者から唯一参加。フルマラソン中に『日曜出勤生ラジオ』向けの実況や、小型カメラによるUstream向けの動画中継を実施した関係で、放送・配信用機材の入ったリュックサックを背負いながら5時間6分35秒で3年連続の完走を果たした。
2014年の第4回大会以降は、MBSテレビの制作で午前中に放送される生中継番組で「ランニングリポーター」として、「同時インタビューRUN」（並走する著名人・市民ランナーへ随時マイクを向けながら自身も完走を目指す企画）を成功させている。

## ラジオパーソナリティとしての活動
1997年10月～99年9月に放送された深夜番組『ヤンタン MUSIC MAX』で、aikoとともに火曜日のパーソナリティを務めた。aikoは、同番組の放送終了後も、アルバムの発売時などに上泉の出演番組へメッセージを寄せている。2009年3月8日の『MBSサンデースペシャル』で放送された特別番組『MUSIC EDGE aikoスペシャル』では、久々に上泉とのスタジオ共演を果たした。『31.5時間ラジオ ラジオの力（ちから）!～対話が日本を元気にする!～』（前述）でも、一部のパートにおいて、『ヤンタン MUSIC MAX』終了以来12年振りに生放送でaikoと対談。2016年10月3日（日曜日）には、『ヤンタン MUSIC MAX』の終了以来17年振りに2人だけで出演した事前収録の特別番組『帰ってきました!!aikoです!皆さんお変わりないですか?』が、『MBSサンデースペシャル』枠（20:00 - 21:00）で放送された。2019年6月18日（月曜日）の未明（0:30 - 1:00）にも、「『aikoの詩。』発売記念　aikoとuwaのラララジオ」を事前収録で放送。
2006年のナイターオフシーズンには、テレビ・ラジオを通じて、入社以来初めての冠番組『上泉雄一の発信!UWAらじお』を担当した。2007年のナイターオフシーズンは、『MBSどっと!アナ』の火・金曜日として、『上泉雄一のUWAらじお シーズン2』を担当。当番組までは、『ヤンタン MUSIC MAX』にも参加していたバーバラよねが、ディレクターや金曜日のコーナー進行などを務めた。2008年のナイターオフシーズンは、『上泉雄一のFANFANレディオ』で、ワンマンDJスタイルによる生放送に初めて挑戦。同番組では、同期入社の新堂がプロデューサーを務めた。
2009年4月からは、『上泉雄一のFANFANレディオ』を引き継ぐ格好で、新堂とともに『上泉雄一のええなぁ!』を担当。入社してから初めて、平日のデイタイムに通年で放送される生ワイド番組でメインパーソナリティを務めている。ちなみに、『上泉雄一のええなぁ!』は、放送1年目の2009年度に第47回ギャラクシー賞のラジオ部門で優秀賞を受賞。2015年の4月改編で放送枠を平日のランチタイムから夕方、2021年の10月改編で夕方から早朝へ移動するなど、放送の時間帯と内容を変えながらもパーソナリティを続けている。
2009年度のナイターオフシーズンには、『上泉雄一のええなぁ!』と並行して、金曜日のみ『FANFANレディオ』の後番組『MBSたびぐみ とっておき旅ラジオ』（以下『たびぐみ』）でも後輩アナウンサー・金山泉とともにパーソナリティを担当していた。2010年度にも、同様のパターンで、『MBS開局60周年アワー 音楽の時間ですょ 目指せ1179曲てアンタ!?』（火曜日のみ放送）のパーソナリティを担当。5シーズン連続で、平日夜間のナイターオフ限定番組へのレギュラー出演を果たした。2011年度にも、月に1回のペースで、『たびぐみ』土曜日に出演している。
2012年7月27日（金曜日）には、『子守康範 朝からてんコモリ!』（平日早朝の3時間生ワイド番組）のメインパーソナリティ・子守康範（元MBSアナウンサー、上泉の若手時代の上司）が体調不良で同番組を休んだため、急遽全編に出演。さらに、同番組の終了2時間半後からは、本来の担当番組『上泉雄一のええなぁ!』へ出演。午前中だけで、両番組合わせて5時間の生放送を取り仕切った。
2009年8月から2010年9月までは、AMラジオ災害問題協議会の統一防災キャンペーンに、MBS代表で参加（野村啓司の後任）。関西のAMラジオ全局（NHK第1放送を含む）で放送されるキャンペーンCMや、NHK第1放送制作の特別番組（後述）に登場していた。また、唐渡吉則がレギュラー番組を休む場合には、代役でパーソナリティや進行役を務めることが多かった。
2014年4月4日には、『茶屋町 春の4まつり』でのヘリコプター実況（前述）を担当する前に、『MBSグランドオープンスペシャル　上泉雄一のええなぁ!公開生放送』で毎日放送「B館」グランドオープン（午前11時7分9秒）の瞬間を伝えた。
2016年には、6月5日に阪神甲子園球場で催された阪神対埼玉西武ライオンズデーゲームでは、MBSラジオのパーソナリティを代表して試合前の「ファーストピッチセレモニー」（始球式）に投手役で登場。捕手役の近藤光史（『こんちわコンちゃんお昼ですょ!』メインパーソナリティ）に向けたノーバウンド投球で、打者役の桜井一枝（『河田直也&桜井一枝のうきうき土曜リクエスト』パーソナリティ）から空振りを奪った。また、「Thank you!Happy today!～MBSラジオのうた～」（毎日放送のラジオ本放送開始65周年を記念してつんく♂が書き下ろしたステーションソング）を収録した際には、後輩アナウンサーの松井愛（『松井愛のすこ〜し愛して♥』メインパーソナリティ）と共にリードボーカルを任されている。
2017年1月10日には、MBSラジオの番組出演者代表として、今宮戎神社（大阪市浪速区）の宝恵駕籠（ほえかご）行列で宝恵駕籠への搭乗を初めて経験した。自身がこの年の誕生日で「年男（48歳）」になることや、『上泉雄一のええなぁ!』の放送2,000回（同月16日）を控えていたことによる。

## 人物
アナウンサーを志したのは小学校5年生の頃からで、道上洋三（朝日放送→朝日放送テレビ常勤顧問・エグゼクティブアナウンサー）に憧れていた。ちなみに、MBSラジオでは2021年の10月第2週から、『上泉雄一のええなぁ!』を『おはようパーソナリティ道上洋三です』（朝日放送ラジオ）とほぼ同じ時間帯（平日の6:00 - 8:00）に編成。ただし、道上は同年9月11日に脳梗塞を発症した影響で、療養とリハビリに専念すべく『おはようパーソナリティ道上洋三です』の終了（2022年3月25日）と共に当該時間帯の生放送番組から退いた。
早稲田大学への在学中には、スポーツアナウンサーを志しながら、学内のアナウンス研究会で活動。3年時から幹事長（スポーツアナウンサーの志望者が所属する「実況パート」のリーダー）を務めたほか、アルバイトで文化放送のスポーツ部に勤めていたこともある。アナウンス研究会での直々の後輩に、山内宏明（ニッポン放送）、土井敏之・初田啓介（いずれもTBSテレビ）、宮部和裕（CBCテレビ）といった現役のスポーツアナウンサーや、かつて文化放送でスポーツアナウンサーとして活動していた松島茂・飯塚治などがいる。毎日放送入社後の2017年7月10日（月曜日）には、「儲かりまっか?の経営道」のPRを目的に、『くにまるジャパン 極』のゲストとして文化放送の番組へ初めて出演。アルバイト時代に同局のアナウンサーとして面識のあったメインパーソナリティの野村邦丸（フリーアナウンサー）と27年振りの対面を果たした ほか、居合わせた松島から文化放送の社内を案内されていた。松島が在職中の2020年2月23日に47歳で逝去したため、訃報が伝わった直後（松島の通夜が執り行われていた2月28日の未明）にパーソナリティを務めた『あどりぶラヂオ』（深夜の生放送番組）では、アナウンス研究会時代の松島の思い出話を語った。上泉が声を詰まらせながら語ったところによれば、2年後輩の松島は「入部の当初から元気で、曲がったことを嫌う一方で、誰からも好かれていた。（自身が1992年3月で早稲田大学を卒業する際の）追い出しコンパで（研究会での慣例に沿って第二校歌の）『人生劇場』を一同で歌う前に、（前年5月で角界を引退した）千代の富士に絡めて見事な口上を披露してくれたことが今でも忘れられない」という。
MLBのシアトル・マリナーズ外野手として2019年3月21日に現役を引退したイチロー（鈴木一朗）とは、オリックス・ブルーウェーブの若手選手時代（1990年代前半）にスポーツアナウンサーとして同球団を取材していた縁で、イチローが2001年にマリナーズへ移籍してからも面識がある。その縁でイチロー本人から渡された直筆のサイン入りレプリカ・ユニフォームやバットを、スポーツの担当から離れた後も、自宅ではなく毎日放送アナウンサー室内の自身のロッカーへ大切に保管。引退の翌日（同月22日）に放送された『ちちんぷいぷい』では、同番組へのレギュラー出演を終えてから10年以上経っていたにもかかわらず、上記のグッズが「上泉の私物」としてスタジオで特別に紹介されている。
大の読書家で、戦国時代を中心に、日本の歴史に関する知識・物語・小説を出演番組で披露。2011年7月11日深夜（12日未明）にMBSテレビで放送された『MUSIC EDGE + Osaka Style』には、読書好きであるゲストのJUJUをMARUZEN&ジュンク堂書店梅田店（毎日放送の本社に隣接）に案内すべく、同店の店員役で特別に出演していた。また、ギターの演奏も趣味で、MBSラジオでレギュラー番組を持つ押尾コータローを「心の師匠」と称している。
近年では、新作映画の試写会で司会を務めたり、映画へ出演したりすることが多い。2005年には、アニメ映画「あらしのよるに」（MBSが製作出資）に、声優として1シーンのみ出演。2006年には、MBSが製作出資した「日本沈没」（2006年版）で、初めて実写映画に出演した。2009年には、安土城の築城をテーマにした時代劇映画「火天の城」（東映配給）にも出演。1シーンだけの登場ながら、西田敏行や笹野高史との共演を果たした。また、その関係で、期間限定 ながら滋賀県安土町（現在の近江八幡市）から安土城観光大使に任命された。
2011年3月18日（金曜日）には、毎日放送でラジオのレギュラー番組『上泉雄一のええなぁ!』『MBSたびぐみ とっておき旅ラジオ』に出演後、自身の名を冠した生放送の特別番組『上泉雄一プレゼンツ 映画音楽2時間特集』（東北地方太平洋沖地震の発生に伴う『笑い飯の金曜お楽しみアワー』の代替番組）でもパーソナリティを務めた。その一方で、同年には、香港映画「1911」の日本語版で軍人・新聞記者役の声の吹き替えを担当した。
先輩アナウンサーの来栖正之とは、自宅が近所で仲も良い。また、森武史（元・読売テレビアナウンサー）や三代澤康司（元・朝日放送テレビアナウンサー）とは、定年まで勤務していた上記の放送局でのアナウンサー時代から盛んに交流。森は、『上泉雄一のええなぁ!』にゲストや上泉のパートナーとして出演したことがある。フリーアナウンサーの山本浩之も、関西テレビのアナウンサー時代から、上泉がパーソナリティを務めるラジオ番組（『上泉雄一のええなぁ!』など）にスペシャルゲストとして不定期で登場している。
2012年12月26日（水曜日）の『上泉雄一のええなぁ!』放送終了後には、なんばグランド花月での舞台公演「吉本百年物語 日本全国、テレビで遊ぼ」に出演。1シーンへのゲスト出演ながら、舞台公演デビューを果たした。
2014年10月11日放送の『メレンゲの気持ち』（日本テレビ制作）では、毎日放送から提供された上泉出演の映像を放送。ゲストで出演していた吉川美代子（大学の先輩でTBS出身のフリーアナウンサー）が、「（アナウンス技術や話術において自分が）『一番』と認めるアナウンサー」として上泉の名を挙げた。また、フリーアナウンサーで大阪府出身の石井亮次からは、毎日放送の系列局・CBCテレビのアナウンサー時代に「（JNNの加盟局に所属するアナウンサーの中では）東の安住・西の上泉（と呼べるほど話術に長けている）」という賛辞を送られている。
家庭では、一男一女の父親である。『ちちんぷいぷい』では、レギュラー出演終了後の2018年12月28日（金曜日）に放送された「今日の晩ごはんは?」（街頭ロケで出会った若者から同居中の近親者への電話を通じて自宅の夕食に予定しているメニューを訊く企画）で、上泉本人が長女と電話越しでやり取りする模様が流れた。同コーナーのスタッフが阪急西宮ガーデンズでのロケ中にインタビューを敢行した若者の中に、たまたま上泉の長女がいたことによるもので、上泉本人もイベントの司会者として待機していた阪急百貨店うめだ本店から電話で出演した。ちなみに、長男は大阪府内の大学へ進学したことを機に、府内で一人暮らしを始めている。
新型コロナウイルスへの感染が拡大している2020年には、日本政府や兵庫県・大阪府が府県間の往来を制限していた時期（4月中旬 - 5月下旬）に、長男が一人暮らし用に借りている部屋で単身生活を送っていた。自身が毎日放送アナウンス室の管理職であることや、長男がこの部屋から通っている大学が休校していたことによるもので、長男は上泉と入れ替わる格好で実家（兵庫県内の自宅）へ戻っていたという。上泉はこの単身生活中から、毎日放送への出社日に手製の弁当を持参。自宅での生活を再開してからも、出社日の弁当作りを続けるとともに、出来上がった弁当の画像を自身のtwitter公式アカウントで公開している。なお、『上泉雄一のええなぁ!』が平日の早朝（6:00）から放送されるようになった2021年10月からは、大阪府内での単身生活を再開している。

## 現在の出演番組

### テレビ
- 痛快!明石家電視台
  - 2014年から年に1～2回放送される「MBSアナウンサー大集合スペシャル」に、アナウンサーの1人として出演。他の企画でも、進行役を任されることがある。
- 水曜日のハウマッチ? （2022年6月1日 - ）[41]
  - 『おとな会』に「顧問」としてレギュラーで出演するなど、公私にわたって親交の深い小宮一慶（経営コンサルタント）が、関西地方の大学に通う現役の学生に対して経済関連のクイズを出題していた収録番組。2022年6月から大学生との質疑応答を軸にしたトーク番組へ一新されたことに伴って、「聞き手」（小宮のパートナー）という役回りでレギュラー陣に加わった。
- MBS NEWS（不定期、近年は緊急時を除いてほとんど担当していない）[42]

### ラジオ
- 上泉雄一のええなぁ!（メインパーソナリティ）
  - 2010年1月1日には、特別番組『上泉雄一のええなぁ!お正月スペシャル 元旦からええ話を聞きタイガー!!』（10:30 - 22:00）で、11時間半に及ぶ生放送を取り仕切った。
  - 2009年4月6日の開始から平日の10:30 - 12:30で放送されてきたが、2015年3月30日（月曜日）放送分から放送枠を平日の夕方へ移動。この改編を機に、月曜日以外の放送では、2021年9月30日（木曜日）まで後枠番組の前座コーナー（2015年度以降のナイターイン編成では『まだまだええなぁ もうすぐベースボールパーク』、2016年度までナイターオフ編成では『いっしょにええなぁ みんなでホームイン』の前座コーナー）にも出演している。また、2017 - 2020年度のナイターオフ期間中には、火 - 金曜日（2019年度以降は火 - 木曜日）の本編終了後に、『上泉雄一　今日のウワ言』（17:45 - 18:00）のパーソナリティも兼務していた。2021年10月4日（月曜日）からは、『子守康範　朝からてんコモリ!』の後番組扱いで平日の早朝（6:00 - 8:00）に出演。
  - 2015年度から2020年度までは、 事前収録・通年放送の派生番組『上泉雄一の週末もええなぁ!』『上泉雄一の日夜もええなぁ!』でもメインパーソナリティを務めていた。
- MBSベースボールパーク（レギュラーゲスト）
  - 『毎日放送ダイナミックナイター』というタイトルで放送された時期に、スポーツアナウンサーとして、オリックス・ブルーウェーブの主催試合中継を中心に実況・ベンチリポートを担当。『MBSタイガースライブ』と改題した2011年から2013年までは、「MBSラジオ　スペシャルウィーク」期間中のゲストとして、スポーツアナウンサー時代に実況できなかった阪神甲子園球場での阪神タイガース主催試合中継へ年1回のペースで登場していた。
  - 前述の『まだまだええなぁ!』の放送を開始した2015年度以降の阪神戦中継では、月曜日が祝日に当たる場合の主催試合や、土曜日の主催デーゲームを中心にゲストで随時出演。月曜日の中継へ出演する場合には、『上泉雄一のええなぁ!』月曜パートナーで（2016年度以降ラジオ限定で）毎日放送野球解説者の金村義明が解説を務める関係で、中継先（主に甲子園球場）の放送席から金村と共に同番組を進行する。
- 毎日カルチャースペシャル ラジオウォーク
  - 『上泉雄一のええなぁ!』との連動企画で、第29回（2010年）の放送に"写真特派員"として出演。第30回（2011年）には、入社後初めて、ゲストウォーカー扱いで本編に登場した。第31回（2012年）以降は、毎日放送のラジオのパーソナリティ代表として、主にステージ企画へ出演。
- 村尾信尚の集まれ村尾塾（2020年12月27日から『MBSサンデー・カルチャーナイト』『MBSマンデースペシャル』枠で不定期放送） - 「村尾塾」（通常は村尾が高校生を対象に開催する時事セミナー）を大学生に向けたオンライン講義方式で収録する関西電力の単独提供企画で、進行役を担当。村尾とは、『上泉雄一の週末もええなぁ!』でも共演している。
- MBSニュース（不定期）
  - 『上泉雄一のええなぁ!』が始まってからは、特段の事情が生じた場合[42]を除いて、定時ニュースを担当していない。ただし、同番組の放送中にニュース速報を伝えることがある。
- コトノハ（不定期で出演）
  - 「コトノハ」（言葉）にこだわった毎日放送アナウンサー室制作の事前収録番組で、2021年10月4日から毎週月曜日の夜間（2023年9月25日までは21:45 - 22:00 → 同年10月2日以降は21:30 - 21:45）に放送。

## 過去の出演番組・作品

### テレビ
- あどりぶランド
- あまからアベニュー（番組内企画"あまから総研" のメンバーとして、グルメリポートなどを担当）
- 宵待5
- はーい!昼ナマ
- うきうき晴レルヤ!
- おかえりワイド
- ちちんぷいぷい
- あさやん! （2002年4月1日～2003年3月28日、原田伸郎とともにメインキャスターとして出演）
- あさトラ!（2003年8月18日～9月16日、進行役）[43]
- あん!
- 絶景の楽園（1回だけヘリコプターリポートを担当。実況音声だけが放送された。）
- おばちゃん1000万円!!
- っちゅ〜ねん!
- せやねん!（土曜、主に午前パートへ出演）[44]
- たかじんONE MAN（不定期、主にスタジオ企画の進行役）
- ジャイケルマクソン（不定期、スタジオやロケ企画の進行役）
- よゐこ部（不定期、ロケ企画の進行役）[45]
- 吉本陸上競技会（2001年から年1回のペースで放送される特別番組、2006年～2008年総合司会）
- クイズ!京都No.1決定戦(2007年5月19日)
  - クイズ!大阪No.1決定戦の京都版。MBS京都スペシャルの一環として放送。
- スポーツ中継の実況やリポート
  - スポーツ担当を退いてからも、2014年以降の大阪マラソン生中継で「ランニングリポーター」を担当。
- 家事場の女王様（2007年5月26日）
- うたばん（2007年8月23日）
- 映画のミカタ（司会）[46]
- プリプリ（2012年10月1日～2013年3月15日、月～金曜）
  - 『上泉雄一のええなぁ!』の生放送が10:30に始まることから、放送上は「けさのニュース　知っときまSHOW」→「朝刊!記事からぼたもち」（いずれも10時台前半）にのみナビゲーターとして出演。
- 遺品整理人 谷崎藍子（MBSテレビ・TBSテレビの共同制作による『月曜ゴールデン』枠の2時間ドラマ）シリーズ
  - 第1作（2010年5月24日）：架空のワイドショー番組の司会者役
  - 第4作（2014年1月20日）：劇中で殺害された弁護士・中森伸也（演：宮川一朗太）が出演していた架空のお宝鑑定バラエティ番組の司会者役[47]
  - 第5作（2015年7月27日）：架空の情報番組の司会者役
- クイズ!大阪No.1決定戦（不定期）
  - 大阪府の知識・地理・歴史・生活事情をクイズ形式で送る特別番組。トミーズ雅と共に司会を担当。
- 使える芸能人は誰だ!?プレッシャーバトル!!（特別番組として放送された時期にスタジオ実況・ナレーターを担当）
  - 前身番組の『王様のチョイス! 〜使える芸能人は誰だ!?〜』でもスタジオ実況を務めた。
- 女の子宣言! アゲぽよTV（不定期）
  - 2014年5月から、「リポート向上企画 熱血!上泉塾」（番組レギュラーであるアゲぽよガールズの新人メンバーにVTRリポートの極意を指南する企画）を放送する場合に、指導教官役で出演。
- ～オトナ度ちょい増しTV～おとな会（2014年10月22日 - 2018年3月28日）
  - 「おとな会主宰」として進行役を務めるかたわら、企画やPRにも参画[30]。
- 三戸なつめのSONG STREET（2016年9月14日）[48]
- コトノハ図鑑→「へぇ～のコトノハ」（不定期）
  - 所属する毎日放送アナウンサー室の企画で、2018年7月から2020年3月まで『コトノハ図鑑』（事前収録のレギュラー番組）として放送された後に、2020年4月改編から『ちちんぷいぷい』月・水曜日→水曜日のレギュラーコーナー「へぇ～のコトノハ」へ移行。
  - 企画担当部長として企画業務を主に担っているため、『コトノハ図鑑』では、自身の出演機会を特別企画・番組に事実上限定していた。「へぇ～のコトノハ」については、『上泉雄一のええなぁ!』の本番直前からオープニングの時間帯にかけて（15:30前後に）放送されているが、放送上は調査ロケのVTRへ随時登場。
  - 2020年9月30日（水曜日）には、「レトロニムのコトノハ」（後輩アナウンサーの三ツ廣政輝と共に調査ロケ・武川がロケVTRのナレーションを担当）が「へぇ～のコトノハ」で放送されたため、『ええなぁ!』の本番直前（15:20頃）から本番開始5分後（15:35）まで『ちちんぷいぷい』のスタジオで調査の概要を報告。『ええなぁ!』では、オープニングから上泉が『ちちんぷいぷい』への出演を終えるまで、水曜日のパートナーであるヤナギブソン（ザ・プラン9）と石田英司（『ちちんぷいぷい』の元・ニュース解説者）だけで生放送を進行していた。
  - 『ちちんぷいぷい』の終了（2021年3月12日）に伴って「へぇ～のコトノハ」の終了も決まったため、3月3日（水曜日）放送分での最終回（「関西以外の地方の若者にも流行りそうな関西弁」）では、野嶋紗己子（当時の後輩アナウンサー）と共に調査ロケを担当した。
- 発掘!アーカイブ探検隊（2023年2月からナビゲーターを随時担当）
  - 毎日放送本社内の映像ライブラリーに収蔵されている放送済み映像の記録メディアから、視聴者のリクエストなどを基に厳選した映像に解説を付けた再放送番組で、2022年11月13日から月に1 - 2回のペースで日曜日の深夜（月曜日の未明）に編成。
    - 2023年2月12日深夜（13日未明）放送分：自身が入社した1992年の9月17日に放送された『乾杯!トークそんぐ』の再放送に際して、自身は一切出演していなかったにもかかわらずナビゲーターを担当。同番組に「ママ」としてレギュラーで出演していた中村美律子（演歌歌手）をゲストに迎えた。
    - 2023年3月12日深夜（13日未明）放送分：『おかえりワイド』のレギュラー出演者で、同年2月23日に急逝した笑福亭笑瓶（落語家・タレント）への追悼企画として、笑瓶が芸能界デビューの直後にレギュラーで出演していた『突然ガバチョ!』などを再放送。自身とも笑瓶とも親交の深い原田伸郎をゲストに迎えた。
- グッジョブ!（2023年4月15日 - 2024年3月30日、毎週土曜日の7:00 - 7:30に関西ローカルで生放送）
  - 阪神タイガースの選手・二軍監督などを歴任した掛布雅之（MBSラジオプロ野球準解説者、阪神電気鉄道HLT＜ハンシン・レジェンド・テラー＞）と共同で進行。

### ラジオ
- すみから火曜 河島英五です
- おはようSUNSUN原田伸郎（2003年9月29日～2005年4月1日）[49]
- 火曜昼なら ばんばひろふみ[50]
- MBSヤングタウンシリーズ
  - ヤンタンはなまるフライデースペシャル（1994年1月～1997年3月）
  - ヤンタンMUSIC MAX火曜日（1997年10月～1999年9月28日、aikoと共にパーソナリティを担当）
  - ヤングタウン金曜日（2020年4月10日）
- 上泉雄一の発信!UWAらじお（2006年度のナイターオフ番組）
- 上泉雄一の発信!UWAらじおシーズン2（2007年度のナイターオフ番組）
  - 2008年1月2日には、正月特別番組として、『上泉雄一のお正月スペシャル』が放送された。
- 上泉雄一のFANFANレディオ（2008年度のナイターオフ番組、火～金曜）- 前述
- 上泉雄一のMOWMOWレディオ お正月からもぅ～ちょっと聞いてよ!うわちゃんスペシャル（2009年1月2日、10:30-22:00）
  - 『上泉雄一のFANFANレディオ』の特別版として、ワンマンDJスタイルで約11時間の生放送に挑戦。正月特別番組としては、初めての試みだった。
- 31.5時間ラジオ MBS史上最大のラジオ祭り 目指せ1179曲てアンタ!?（2010年8月31日10:30 - 9月1日18:00、総合司会）- 前述
- MBS開局60周年アワー 音楽の時間ですょ 目指せ1179曲てアンタ!?（2010年度のナイターオフ番組、パーソナリティ）
- 31.5時間ラジオ 「ラジオの力」〜対話が日本を元気にする～（2011年9月2日10:30 - 9月3日17:43、総合司会）- 前述
- ノムラでノムラだ♪
  - 2007年8月6日～9日の生放送に、 夏季休暇中のパーソナリティ・野村啓司の代役として出演。
- 上泉雄一の日曜スポーツ宣言!（2007年度のナイターシーズン番組）
  - MBSタイガースナイターで阪神タイガース公式戦の中継予定がない場合には、『上泉雄一の日曜スポーツ宣言!ワイド』（日曜18:00～21:00）にも出演した。
- 熱血!タイガーススタジアム（2007年度のナイターシーズンのみ）
  - 『上泉雄一の日曜スポーツ宣言!』に続いての出演。同番組から『上泉雄一の日曜スポーツ宣言!ワイド』まで、3番組連続で生放送に登場することもあった。
- MBSたびぐみ とっておき旅ラジオ（2009～2011年度のナイターオフ番組）- 前述
  - 2009年度は金曜日のパーソナリティ。2010年度には同曜日、2011年度には土曜日のコーナーに月1回のペースで出演。
- 星野仙一の熱血・仙一夜（レギュラー放送時代の2010年12月20日・12月27日放送分から2013年まで出演）
  - 阪神タイガースの監督時代から星野と親交が深い縁で、レギュラー放送版には、体調を崩した本来のパートナー・唐渡吉則に代わって出演。レギュラー放送を終了した後も、2013年までは、プロ野球のオフシーズンに特別番組として放送されるたびに進行役を務めていた。前述した『ありがとう星野仙一さん　一夜限りの熱血・仙一夜!』にも、唐渡とのコンビで出演。
- スポーツ中継の実況やリポート
- 2011年大予測ドラマ「新木裕晴の恋」～2011年はこんな年になりまする～（2011年1月1日、ラジオドラマ）- 特別出演
- 子守康範 朝からてんコモリ!（2012年7月27日）- 前述
- 嘉門達夫と上ちゃんのどんなんやねん!（2013年1月13日 - 2013年3月31日）
  - 放送上は一貫して、嘉門から愛称の「上（うわ）ちゃん」で呼ばれていた。
- 海の日ホリデースペシャル　上泉雄一のラジオは自由（フリー）だ!（2013年7月15日、10:30 - 16:00）- 『上泉雄一のええなぁ!』を基にした生放送による特別番組で、草野仁（NHK出身のフリーアナウンサー）と上泉の対談などを実施。
- 北京オリンピック
  - 現地リポーター
    - 大会期間中は、主に野球や陸上競技の周辺取材を担当した。フェンシング男子フルーレ個人では、大会前から『せやねん!』で太田雄貴を取材していた関係で、1回戦から会場で観戦。太田の銀メダル獲得の瞬間を見届けた[51]。

  - 女子マラソン実況中継（2008年8月17日、30km地点リポーター、毎日放送ではラジオでも放送）
  - 男子マラソン実況中継（2008年8月24日、20km地点リポーター、毎日放送ではラジオで未放送）
- 笑い飯の金曜お楽しみアワー（「とれとれ5本市場のコーナー」お題ナレーション、不定期）
- 祝!MBSラジオ65周年!人気パーソナリティ5人大集合!4時間生放送でしゃべるんジャー!こんちわ65周年もありがとう!ええなぁもてんコモリもすこ～し愛して♥（2016年9月3日） - MBSラジオの創立65周年を記念した特別番組として、13:45 - 17:45に生放送[52]。
- 帰ってきました!!aikoです!皆さんお変わりないですか?（2016年10月2日に『MBSサンデースペシャル』で放送）
- スマラジw火曜日『メッセンジャーあいはらの夜はこれから!』（2016年度のナイターオフ番組） 
  - 番組内のリスナー投稿企画「アダルト大喜利」の出題ナレーターを、事前収録で担当。
- スマラジw金曜日「ナジャとアナの虹色レインボー」（2016年10月28日、パートナー）
- くにまるジャパン 極（文化放送、2017年7月10日）
  - 12時過ぎの「五つの極」コーナーにゲスト出演。その関係で、当日15:30からの『上泉雄一のええなぁ!』には、東京都内在住の月曜パートナー・金村義明と共に毎日放送東京支社ラジオスタジオ（赤坂Bizタワー内）からの生中継で出演した。
- 次は〜新福島!シリーズ（後輩アナウンサーの福島暢啓がパーソナリティを務める2017年度以降のナイターオフ期間限定番組）- いずれも「ラジオ博愛主義!パイセンがやってきた!」（20時台のゲストコーナー）に出演
  - 水曜日に放送されていた2017年度には、2017年の最終放送分（12月27日）に登場。毎日放送の現役アナウンサーからは初めての出演だった。
  - 木曜日に放送されている2018年度には、1月30日放送分に途中から登場した。大学生時代の知り合いで、在阪他局での同期アナウンサーの1人でもある豊田康雄（中央大学→関西テレビ）をゲストに迎えていたことから、福島の勧めで飛び入り出演を果たした。
- ラジオ65人のなかま（2017年1月 - 2018年2月、ナビゲーター）
- おとなの駄菓子屋（2018年2月18日）
  - 角がパーソナリティを務める番組で、ゲストとして出演。角と2人だけで話したラジオ番組は、この時が初めてだったという。
- あどりぶラヂオ（2018年4月1日- 2021年10月1日）
  - 毎週水 - 金曜日の2 - 4時台に編成されていた日替わりワンマンDJスタイルの生放送番組で、第1回（2018年4月4日＝水曜日）への出演を皮切りに、毎月（同年10月から2020年6月までは原則として第1金曜日→2020年7月以降は第1木曜日未明）の放送でパーソナリティを担当。自身の担当回には、学生時代だった1980年代の話題とヒット曲の紹介に特化している。2021年10月1日（金曜日）の未明に放送された最終回にも、平日夕方帯では最後の放送であった『上泉雄一のええなぁ!』の本番後に出演。
- 佐野元春40周年記念　佐野元春グレイテストレディオ（2020年10月17日の20:00 - 21:00に放送された事前収録の特別番組）
  - 学生時代から佐野の大ファンで、過去に他の番組でも複数回にわたって佐野と共演していたことを背景に、ナビゲーターとして佐野へのオンラインインタビューなどを担当。
- 成毛眞のラジオ（2021年7月3日 - 2022年9月26日、基本として毎週土曜日の21:45 - 22:00→2021年10月から毎週月曜日の18:45 - 19:00）
  - 2021年4月19日の未明（18日の深夜）に放送されたパイロット版から、パートナーとして出演。

### 映画
- あらしのよるに（2005年、声優として映画初出演）
- 日本沈没（2006年、初めて実写映画に出演）
- 火天の城（2009年、前述）
- 1911（2011年、日本語吹替版）
- のぼうの城（2012年）

### 舞台公演
- 吉本百年物語 日本全国、テレビで遊ぼ（2012年12月26日、なんばグランド花月、近藤夏子とともに特別ゲストとして出演）

### 連載
- 「儲かりまっか?の経済学」（日経ビジネスONLINE、2016年4月から2018年3月まで隔週に1回のペースで連載）

## 著書
- 「儲かりまっか?の経営道　客をガッチリ喜ばせる23の人気沸騰術」（日経BP社、2017年5月26日初版刊行、ISBN 978-4-8222-3599-4）
- 「上泉雄一のええなあBOOK〜人生100年時代の受験と勉強〜」（西日本出版社、2018年6月18日初版刊行、ISBN 978-4908443275）
  - 『上泉雄一のええなぁ!』の放送10周年を記念して初めて刊行された番組本。上泉と当時の火曜パートナー・坪田信貴（坪田塾の塾長で『ビリギャル』の著者）による対談企画や、リスナーからの投稿企画を盛り込んでいる関係で、著者を「上泉雄一・坪田信貴・毎日放送ラジオリスナー」と表記している。

## 関連人物
- 角淳一
- 石田英司
- 西靖
- 宮根誠司
- 梅田淳
- やしきたかじん
- 原田伸郎
- ピーコ
- トミーズ
- 月亭八光
- aiko
- 水野麗奈
- 八木裕
- 松井愛
- 松川浩子
- 大月勇
- 金山泉
- 来栖正之
- 千葉猛
- 武川智美
- 八木早希
- 伊東正治
- 新堂裕彦
- 井口岳洋
- 小宮一慶
- 道上洋三
- 森武史
- 山本浩之
- 三代澤康司
- 大塚由美
- う〜み
- バーバラよね